# Haruo Remeliik
Haruo Ignacio Remeliik (ur. 1 czerwca 1933, zm. 30 czerwca 1985) – palauski polityk; pierwszy prezydent Palau od 1981 do śmierci.
Był dwukrotnie wybierany na prezydenta - w 1981 i w 1984. Został zastrzelony przed swym domem w miejscowości Koror. Jego śmierć mogła mieć związek z napięciami, które narastały w kraju wskutek nadchodzącego przejęcia władzy przez autonomiczny rząd pod nadzorem Stanów Zjednoczonych, wykonujących mandat ONZ. Trzy tygodnie po zamachu nastąpiła fala aresztowań, a jednym z zatrzymanych był Melwart Tmetuchel, syn gubernatora prowincji Arai oraz głównego przeciwnika politycznego Remeliika - Romana Tmetuchela. Melwart został uznanym winnym tego morderstwa wraz z dwoma innymi osobami - Anghenio Sabino i Leslie Tewidem. Wszyscy trzej otrzymali wyroki od 25 do 35 lat pozbawienia wolności.